# Gilia stellata
Gilia stellata är en blågullsväxtart som beskrevs av A. A. Heller. Gilia stellata ingår i släktet gilior, och familjen blågullsväxter. Inga underarter finns listade i Catalogue of Life.

## Bildgalleri

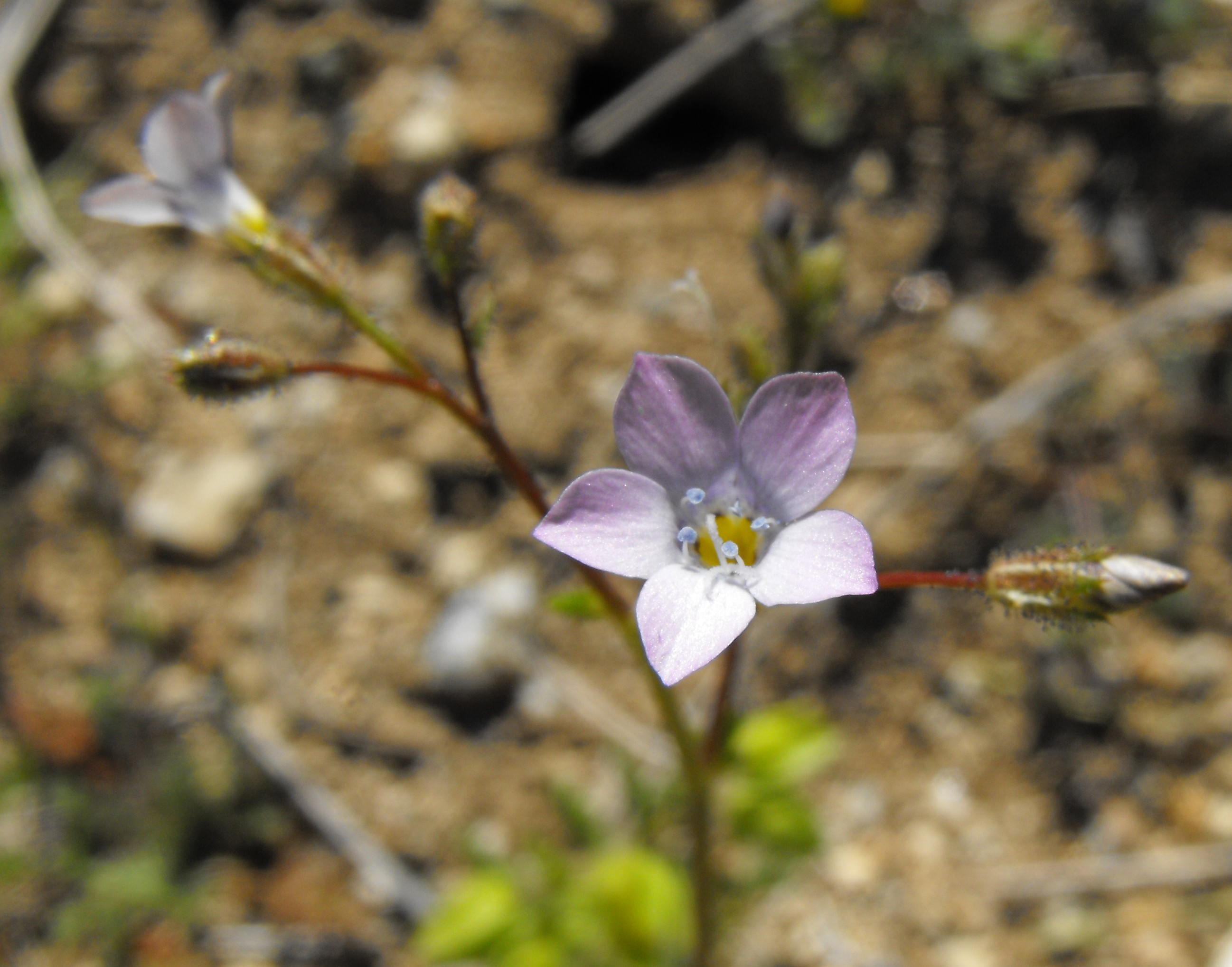